# دابودشت
دابودَشت یا ادیبی محله از شهرهای استان مازندران در شمال ایران است. این شهر، در بخش دابودشت شهرستان آمل قرار دارد.

در اردیبهشت‌ماه سال ۱۳۸۴ خورشیدی روستای درویش خیل مرکز بخش دابودشت از توابع شهرستان آمل پس از تجمیع با روستاهای حلال‌خوار محله و وسکل از توابع همین بخش با همت دکتر علی ادیبی فیروزجایی به شهر تبدیل و به عنوان شهر دابودشت شناخته شد.
دابودشت از شهرهای تاریخی است. دابو مقر پادشاهی اسپهبد دابو(۴۰–۵۶ ه‍.ق/۶۶۰–۶۷۶ م)(به معنی دابوِ یا بماناد) از پادشاهان نامی مازندران (عجم نهند) و گیلان است. فرخان یکم (ذوالمناقب) پسر اوست. دابو ولیعهد پدر در آمل و پس از پدر به پادشاهی رسید. در تبرستان استقلال یافت و تا نیشابور را مسخر خود کرد و معاصر بنی امیه بوده. هنوز شهر او (دابو) در مازندران (آمل) باقی است.
همچنین میربزرگ سر سلسله مرعشیان در دابو به دنیا آمد و ساکن دابو بود. دابو مقر میر بزرگ مرعشی در اوایل زندگی او بود.
سفرنامهٔ رابینو در سفرنامه خود می‌گوید: از بلوکات ناحیهٔ آمل به مازندران. عدهٔ قری ۹۱. مساحت آن ۱۵ فرسنگ و مرکز آن مرزنگو است. حد شمالی آن دریای خزر و شرقی آن جلال ازرک بارفروش و جنوبی آن دشت سه هزار و غربی آن هزارپی می‌باشد و جمعیت تقریبی آنجا صد و پانزده هزار است.

## جمعیت
بر اساس سرشماری سال ۱۳۹۵ جمعیت این شهر برابر با 1758 نفر جمعیت بوده‌است. مردم دابودشت به گویش آملی که گویشی از زبان مازندرانی است صحبت می‌کنند.

## جاذبه‌های دیدنی دابودشت
- تپه باستانی قلعه کش
- روستای تاریخی و دیدنی بلیران
- وجود بیش از بیست مقبره و امامزاده در روستا
- برج هشتل پنج برج آرامگاهی
- جاده دریا دابودشت - فریدونکنار
- وجود مزرعه‌های زیبا برنج
- تکیه روستای فیروزکلا مربوط به دوره قاجار - صفوی
- پل فیروزکلا مربوط به دوره پهلوی
- سقانفار هندوکلا و تکیه هندوکلا
- خانه حاج مهدی سلطان
- حمام تاریخی روستا دنگپیا
- جنگل پلنگ واز روستای غیاثکلای دابو
- قبرستان وسکل